# Loricaria
Loricaria es un género de peces de agua dulce de la familia Loricariidae en el orden Siluriformes. Sus 16 especies habitan en aguas cálidas de América del Sur. La mayor especie alcanza una longitud total que ronda los 52 cm.

## Distribución
Este género se encuentra en ríos de agua tropicales y subtropicales de América del Sur, desde los drenajes septentrionales, pasando poren las cuencas del Orinoco y del Amazonas, hasta la del Plata, llegando por el sur hasta el centro-este de la Argentina, en la cuenca del río Salado bonaerense, donde soporta aguas con temperaturas invernales de 5 °C, e importante tenor halino, para un género eminentemente dulceacuícola. 

### Especies
Este género se subdivide en 16 especies:
- Loricaria apeltogaster Boulenger, 1895
- Loricaria birindellii Thomas & Sabaj Pérez, 2010
- Loricaria cataphracta Linnaeus, 1758
- Loricaria clavipinna Fowler, 1940
- Loricaria coximensis M. S. Rodríguez, Cavallaro & M. R. Thomas, 2012[3]
- Loricaria holmbergi M. S. Rodriguez & Miquelarena, 2005
- Loricaria lata C. H. Eigenmann & R. S. Eigenmann, 1889
- Loricaria lentiginosa Isbrücker, 1979
- Loricaria lundbergi Thomas & Rapp Py-Daniel, 2008[4]
- Loricaria nickeriensis Isbrücker, 1979
- Loricaria parnahybae Steindachner, 1907
- Loricaria piracicabae R. Ihering (pt), 1907
- Loricaria pumila Thomas & Rapp Py-Daniel, 2008
- Loricaria simillima Regan, 1904
- Loricaria spinulifera Thomas & Rapp Py-Daniel, 2008
- Loricaria tucumanensis Isbrücker, 1979